# Копанищенское сельское поселение
Копанищенское сельское поселение — муниципальное образование в Лискинском районе Воронежской области.
Административный центр — село Копанище.

## География
Площадь территории сельского поселения — 4918,64 га.
Границы Копанищенского сельского поселения установлены законом Воронежской области от «02» декабря 2004 г. № 85-ОЗ «Об установлении границ, наделении соответствующим статусом, определении административных центров муниципальных образований Лискинского и Подгоренского районов, образование в их составе новых муниципальных образований».

## История
Сельсовет образован 24 декабря 1917 года. К началу Великой Отечественной войны действовал колхоз «Прогресс» Копанищенского сельсовета в Коротоякском районе. В 1957 году колхоз был объединён с колхозом имени Будённого Троицкого сельсовета. Через некоторое время колхоз «Прогресс» был вновь выделен, но уже в составе Лискинского района.
Законом Воронежской области от «02» декабря 2004 г. № 85 — ОЗ «Об установлении границ, наделении соответствующим статусом, определении административных центров муниципальных образований Лискинского и Подгоренского районов, образование в их составе новых муниципальных образований» Копанищенский сельсовет наделен статусом сельского поселения.

## Население
Население муниципального образования на начало 2011 года — 922 чел.
| 2010 | 2012 | 2013 | 2014 | 2015 | 2016 | 2017 |
| ---- | ---- | ---- | ---- | ---- | ---- | ---- |
| 958  | ↘934 | ↘909 | ↘891 | ↗893 | ↘891 | ↗893 |
| 2018 |      |      |      |      |      |      |
| ↘880 |      |      |      |      |      |      |

## Населённые пункты
В состав поселения входит один населенный пункт: село Копанище.

## Экономика, социальная сфера и инфраструктура
Два сельскохозяйственных предприятия: Открытое Акционерное Общество «Прогресс» и «ЛИСКО Бройлер».
Имеются — средняя школа, детский сад «Теремок», Дом культуры, библиотека, фельдшерско-акушерский пункт, почтовое отделение, столовая, а также 3 магазина:
- «Центральный»,
- «Виталина»,
- "Родничок.

## Объекты историко-культурного наследия
На территории Копанищенского сельского поселения расположено два объекта историко-культурного наследия регионального значения:
1. братская могила погибших в боях 1942—1943 гг.
2. деревянная церковь Святого Николая Архиепископа Мирлийского выстроенная в 1859 году на месте прежней, возведённой в 1781 году.

Также на территории поселения расположены 6 археологических объектов:
1. старическое поселение (эпоха бронзы);
2. поселение «Подлесное-1» (ранний железный век);
3. поселение «Старичное-2» (эпоха бронзы);
4. поселение «Старичное-3» (эпоха бронзы, средневековье);
5. поселение «Старичное-4» (эпоха бронзы);
6. курганная группа близ села Копанище.